# ハスターの帰還
ハスターの帰還（ハスターのきかん、原題：英: The Return of Hastur）は、アメリカ合衆国のホラー小説家オーガスト・ダーレスが1939年に発表した短編小説。クトゥルフ神話の一つ。

## 概要
ラヴクラフトの没後に刊行された『ウィアード・テイルズ』1939年3月号に掲載された本作は、ラヴクラフトの『インスマスの影』事件の後日談にあたる。さらに作中作としてラヴクラフトが執筆した『クトゥルフの呼び声』が登場し、虚実が入り混じる。ラヴクラフトが小説として言及したクトゥルフも、ビアスやチェンバーズが文学として言及したハスターも、実在したのだというストーリーである。
本作では、クトゥルフ神話においてあいまいな存在だった「ハスター」が明確な邪神として描かれており、「名付けられざるもの」という異名やヒアデス星団アルデバランのハリ湖に幽閉されている風の精という設定が付与された。
ハスターは、ラヴクラフトが1931年に発表した『闇に囁くもの』にて名前だけ登場していたほか、ダーレスの1932年の『潜伏するもの』でも簡単な説明があった。
固有名詞は、アンブローズ・ビアスやロバート・W・チェンバースにまで遡り、ダーレスが統合してハスターのキャラを作った。
チェンバーズが創ったのは『黄衣の王』という名の怪物と書物なのだが、本作にてそれらとは独立した新たな邪神ハスターと魔道書ルルイエ異本が誕生した。
また本作では、風をつかさどるハスターと水をつかさどるクトゥルフの敵対関係や、四大霊および、旧神と旧支配者の敵対についても言及がある。
タイトル「ハスターの帰還」は、旧神に追放されたハスターが地上へと帰還する事を表す。帰還するハスターの安息所とは何か、というのがテーマにある。

## 評価
ダーレスとラヴクラフトは文通をしており、『潜伏するもの』を読んで感嘆したラヴクラフトはダーレスの本作執筆を応援していた。そしてダーレスは作品を完成させるも、『潜伏するもの』や本作におけるダーレスの姿勢を「ラヴクラフトの二次創作」程度とみなしたファーンズワース・ライト編集長はウィアード・テイルズへの掲載を許可しなかった。それにより発表が遅れ、ラヴクラフト没後の1939年になってからようやく発表された。
ダーレスはまた、本作について手紙でクラーク・アシュトン・スミスに意見を求めており、スミスは着目を示しつつ、返信している。欠点として「ラヴクラフト神話を持ち込みすぎ」「クトゥルフとインスマスの要素は廃して、ほとんど未知の魔神であるハスターに集中したほうがよいでしょう」などと述べ、また各シーンの改善案を具体的に助言している。
東雅夫は『クトゥルー神話事典』にて「ハスターとクトゥルーが怪獣映画さながらに格闘を演じ、それを旧神がウルトラマンよろしく撃退するという、ラヴクラフトが読んだら茫然自失とするだろう一編。良くも悪くも、ダーレス神話の本領が発揮されている。」と解説している。
朱鷺田祐介は、本作には「ラヴクラフト作品の神格化と、ダーレス神話の旗揚げ」という重要な意味があると述べる。内容については批難気味で「すさまじい作品となった」「作品の出来が良くない。神格化の手段である作品が、師匠が軽蔑した通俗パルプ小説ばりのトンデモ作品になってしまった」と評している。

## あらすじ
アイルズベリイ街道のタトル屋敷の主エイモス・タトルはハスターと契約し、ハスターが地上に帰還するための安息所としてトンネルを掘っていた。
1928年、アメリカ政府はインスマスの住民を一斉検挙し、沖合の暗礁に魚雷を撃ち込んだ。
それから数ヶ月後、エイモスがハドン弁護士に看取られて死ぬ。ハドン弁護士は、エイモスの遺体が魚のようにおぞましく変質するさまを目の当たりにし、急いで埋葬する。遺言には屋敷と書物の破壊が指示されていたが、相続人である甥のポールは遺言を無視してそのまま屋敷で生活し始め、エイモスの禁断の知識を継承する。
ポールはインスマスで何かが起こっていることに興味を抱き、またエイモスの書き残しを調べたことで、H・P・ラヴクラフトの小説『クトゥルフの呼び声』の内容が真実であるとし、クトゥルフが目覚めたのだと主張する。地下の安息所は、2邪神の奪い合いとなるだろう。
やがて、エイモスの墓から遺体が消えたのを知ったポールは、安息所がトンネルではなく人間の身体であることに気づく。エイモスの遺体がハスターの用をなさなかったと知ったポールは、血縁から、次に狙われるであろうボディを悟り、逃げ場のないことを理解する。ポールはハドン弁護士に命じて、蔵書をミスカトニック大学付属図書館に寄贈させ、屋敷を爆破させる。
空にはおうし座ヒアデスのアルデバランが上り、屋敷の残骸と地下の空洞から二体の怪物が姿を現す。二体はお互いを見るなり取っ組み合って争う。そこにオリオン座ベテルギウスが上り、すさまじい光が怪物達を海と宇宙へと放り捨て、夜の静寂が訪れる。
ハドン弁護士は、怪物の片方が、ポールが変質した姿だということを確信する。

## 主な登場人物
ハドン弁護士
本作の語り手。エイモスの遺言執行人。事件後に職を失い、精神異常と診断される。
エイモス・タトル
アイルズベリイ街道のタトル屋敷の主。世界中から取り寄せた禁断の書物を読んでいた。（当時の）10万ドルでルルイエ異本を購入する、ミスカトニック大学付属図書館からネクロノミコンを偽物とすり替えて盗み出す、など大胆な行為に出ていた。ハドン弁護士に、ポールに相続される前に屋敷と書物を破壊するよう依頼していた。
ポール・タトル
学者。エイモスの甥で遺産相続人。四十代だが若々しい。
エフレイム・スプレイグ医師
エイモスの主治医。
ランファー博士
ミスカトニック大学付属図書館の館長。図書館からネクロノミコンを盗んだタトル一族を警戒する。
後続の『永劫の探究』や、リン・カーターの『陳列室の恐怖』などにも登場する。
ハスター
「名付けられざるもの」と異称される風の精。旧神によって地球から追放された。エイモスと契約し、帰還のための安息所を要求する。
水の精
クトゥルフの従者。インスマスが破壊された事態を受けて、地下水脈を通ってタトル邸の地下空洞に移動してきた。

## 収録
- 『クトゥルー1』青心社、岩村光博訳「ハスターの帰還」

## 関連作品
- 永劫の探究